# Pastel (cucina)
Pastel è il nome dato a differenti piatti tipici di paesi ispanici o di origine portoghese.

## Pastel in Brasile
In Brasile è un piatto da fast food, si tratta di una pastella fritta in olio vegetale, e viene accompagnato a carne, formaggio, pollo.

## Pastel in Portogallo
In Portogallo è un dolce.

## Pastel in Spagna
In Spagna pastel identifica una torta dolce.

## Pastel in Puerto Rico
In Puerto Rico il pastel viene preparato con carne di maiale, olive, capperi, uva, piselli e peperoni.

## Pastel nelle Filippine
Nelle Filippine identifica un piatto unico con pollo o carne.